# 티라스폴
티라스폴(러시아어, 우크라이나어: Тирасполь, 몰도바어: Тираспол/Tiraspol, 문화어: 찌라스뽈)은 트란스니스트리아에 있는 도시이다. 드니스테르강 동쪽에 위치하며, 1992년 이래 몰도바로부터 독립을 선언한 트란스니스트리아의 수도이다. 인구는 16만 2000명(2005년)이다.
드네스트르강의 동쪽에 있으며, 가구 및 전기제품 등 경공업의 중심지이다.

## 역사
도시는 러시아의 대원수 알렉산드르 수보로프가 1792년에 설립하였다. 도시의 창립기념일은 10월 14일이다. '티라스'는 그리스어로 드네스트르 강을 가리키는 말이다.
러시아 혁명이 일어나고 이후 소련이 성립되자, 티라스폴은 우크라이나 공화국 내에 수립된 몰다비아 자치 소비에트 사회주의 공화국에 속하게 되었으며, 1929년에는 그 수도가 되었다. 1940년에 몰도바 소비에트 사회주의 공화국의 일부가 되었으나, 1941년부터 3년간은 루마니아 왕국에 속하기도 하였다.
소련의 붕괴 이후 러시아계 주민이 많은 트란스니스트리아 지역은 몰도바로부터 사실상 분리되었으며, 티라스폴은 1991년에 트란스니스트리아 공화국의 수도로 선포된 이래 오늘에 이르렀다. 그러나, 국제 사회는 대체로 트란스니스트리아를 독립 국가로 인정하지 않는 경향이다.

## 주민
1989년에 이 도시의 인구는 181,862명이었다. 2004년에는 158,069명으로 인구는 줄어드는 추세이다. 2004년 기준으로 티라스폴의 민족구성은 42%가 러시아인, 33%가 우크라이나인, 15%가 몰도바인이다. 그 외 불가리아인, 가가우즈인, 벨라루스인, 독일인, 유대인 등도 소수 거주한다. (1919년에는 인구의 42%가 루마니아인(=몰도바인)이었다.)
| 연도        | 인구    |
| ----------- | ------- |
| 1870        | 16,692  |
| 1926 (est.) | 29,700  |
| 1939        | 43,676  |
| 2004        | 158,069 |
| 출처:       |         |

## 기후
습윤 대륙성 기후를 나타내는데, 아울러 해양성 기후와의 경계지대에 위치한다. 여름은 더위가 그다지 심하지 않은 편이며, 강수량은 연중 고르지만 6, 7월에 비교적 많다.
| Tiraspol의 기후                         | Tiraspol의 기후 | Tiraspol의 기후 | Tiraspol의 기후 | Tiraspol의 기후 | Tiraspol의 기후 | Tiraspol의 기후 | Tiraspol의 기후 | Tiraspol의 기후 | Tiraspol의 기후 | Tiraspol의 기후 | Tiraspol의 기후 | Tiraspol의 기후 | Tiraspol의 기후 |
| 월                                      | 1월             | 2월             | 3월             | 4월             | 5월             | 6월             | 7월             | 8월             | 9월             | 10월            | 11월            | 12월            | 연간            |
| --------------------------------------- | --------------- | --------------- | --------------- | --------------- | --------------- | --------------- | --------------- | --------------- | --------------- | --------------- | --------------- | --------------- | --------------- |
| 일평균 최고 기온 °C (°F)                | 0.7 (33.3)      | 2.3 (36.1)      | 7.8 (46.0)      | 16.5 (61.7)     | 22.5 (72.5)     | 25.8 (78.4)     | 27.4 (81.3)     | 27.3 (81.1)     | 23.0 (73.4)     | 16.1 (61.0)     | 8.6 (47.5)      | 3.3 (37.9)      | 15.1 (59.2)     |
| 일평균 최저 기온 °C (°F)                | −6.1 (21.0)     | −4.3 (24.3)     | −0.7 (30.7)     | 5.1 (41.2)      | 10.3 (50.5)     | 13.8 (56.8)     | 15.5 (59.9)     | 14.7 (58.5)     | 10.3 (50.5)     | 5.3 (41.5)      | 1.3 (34.3)      | −2.8 (27.0)     | 5.2 (41.4)      |
| 평균 강수량 mm (인치)                   | 33 (1.3)        | 35 (1.4)        | 28 (1.1)        | 35 (1.4)        | 52 (2.0)        | 72 (2.8)        | 63 (2.5)        | 49 (1.9)        | 38 (1.5)        | 26 (1.0)        | 36 (1.4)        | 38 (1.5)        | 495 (19.5)      |
| 평균 강수일수                           | 11              | 11              | 9               | 10              | 11              | 11              | 10              | 7               | 7               | 7               | 11              | 11              | 116             |
| 출처: World Weather Information Service |                 |                 |                 |                 |                 |                 |                 |                 |                 |                 |                 |                 |                 |

## 문화
1941년에 창간된 신문 드네스트롭스카야프라브다가 이 도시에서 발행되며, 축구 클럽 FC 셰리프 티라스폴과 FC 티라스폴은 이 도시에 위치한 스타디오눌 셰리프(수용인원 14,300명)에 근거지를 두고 있다.

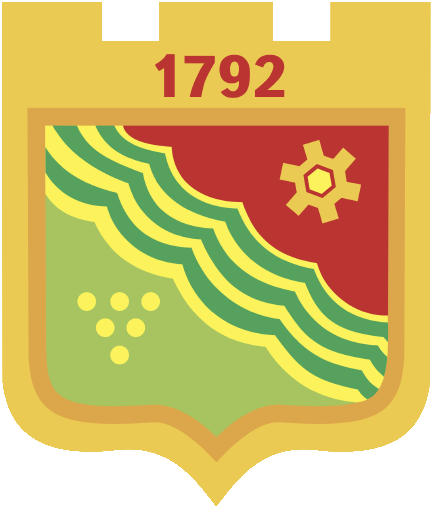
티라스폴의 시장(市章)

## 교통
티라스폴은 키시너우와 오데사로 통하는 철도가 통과하며, 시내 대중교통수단으로는 트롤리버스가 있다. 벤데르로도 철도와 트롤리버스가 연결된다.

## 역대 시장
- 빅토르 코스티르코 (Виктор Иванович Костырко) - 2002년 2월 1일[6] ~ 2011년 12월 30일[7]
- 안드레이 베즈바브첸코 (Андрей Иванович Безбабченко) - 2012년 1월 24일 ~ 2016년 9월 28일
- 세르게이 다닐류크 (Сергей Валерьевич Данилюк) - 2016년 9월 28일 ~ 2016년 12월 22일)
- 올레그 도브고폴 (Олег Анатолиевич Довгопол) - 2016년 12월 23일 ~ 현재

## 화보

widths="500px"
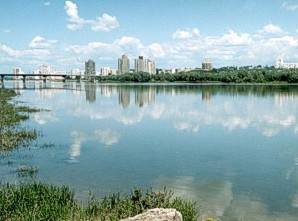
드네스트르 강
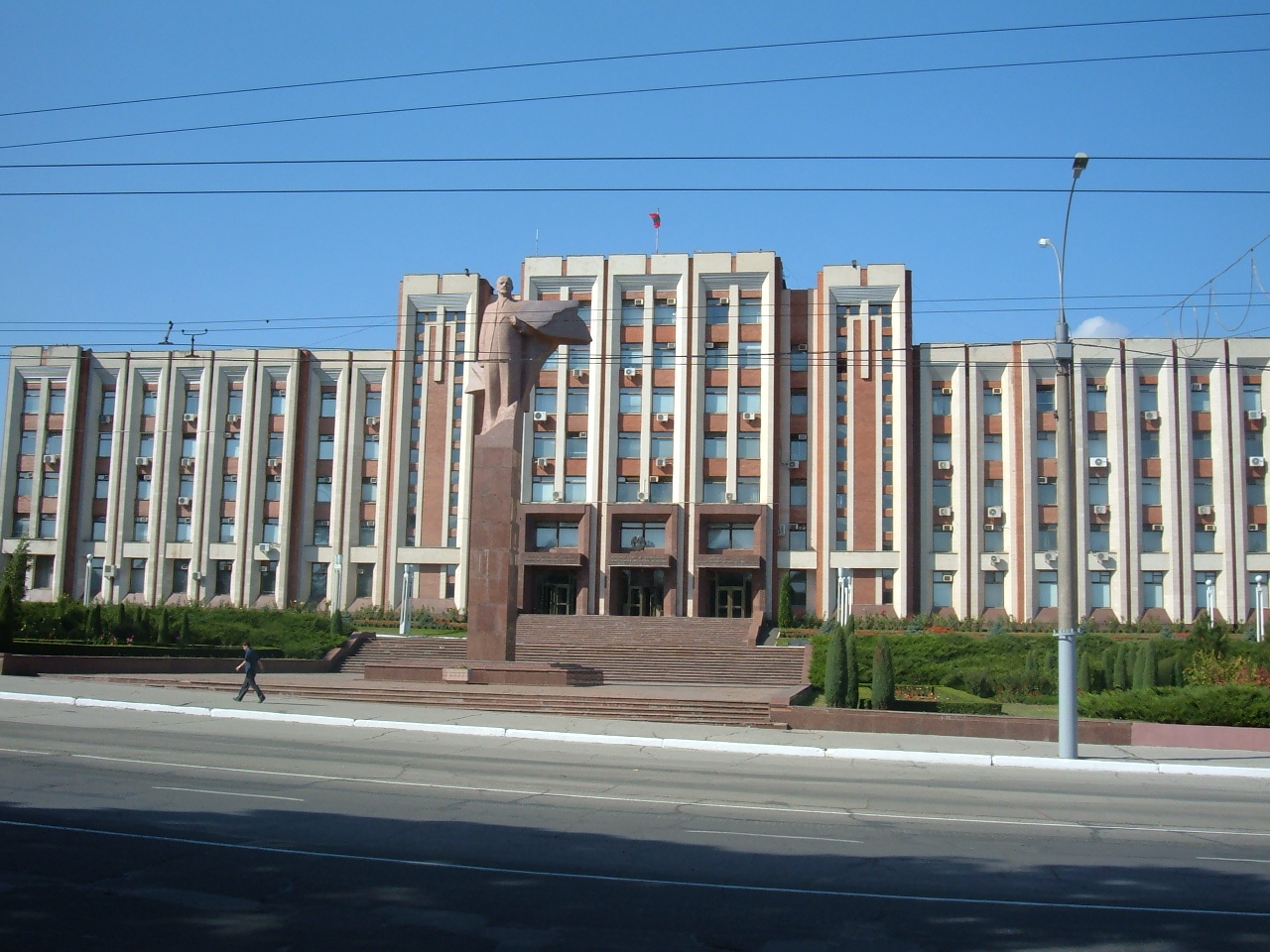
최고소비에트(정부청사 겸 의사당). 전면에 블라디미르 레닌의 동상이 있다.
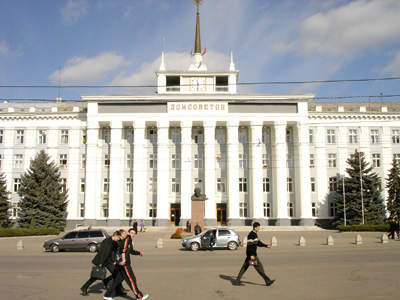
소비에트 하우스(시의회), 2006년
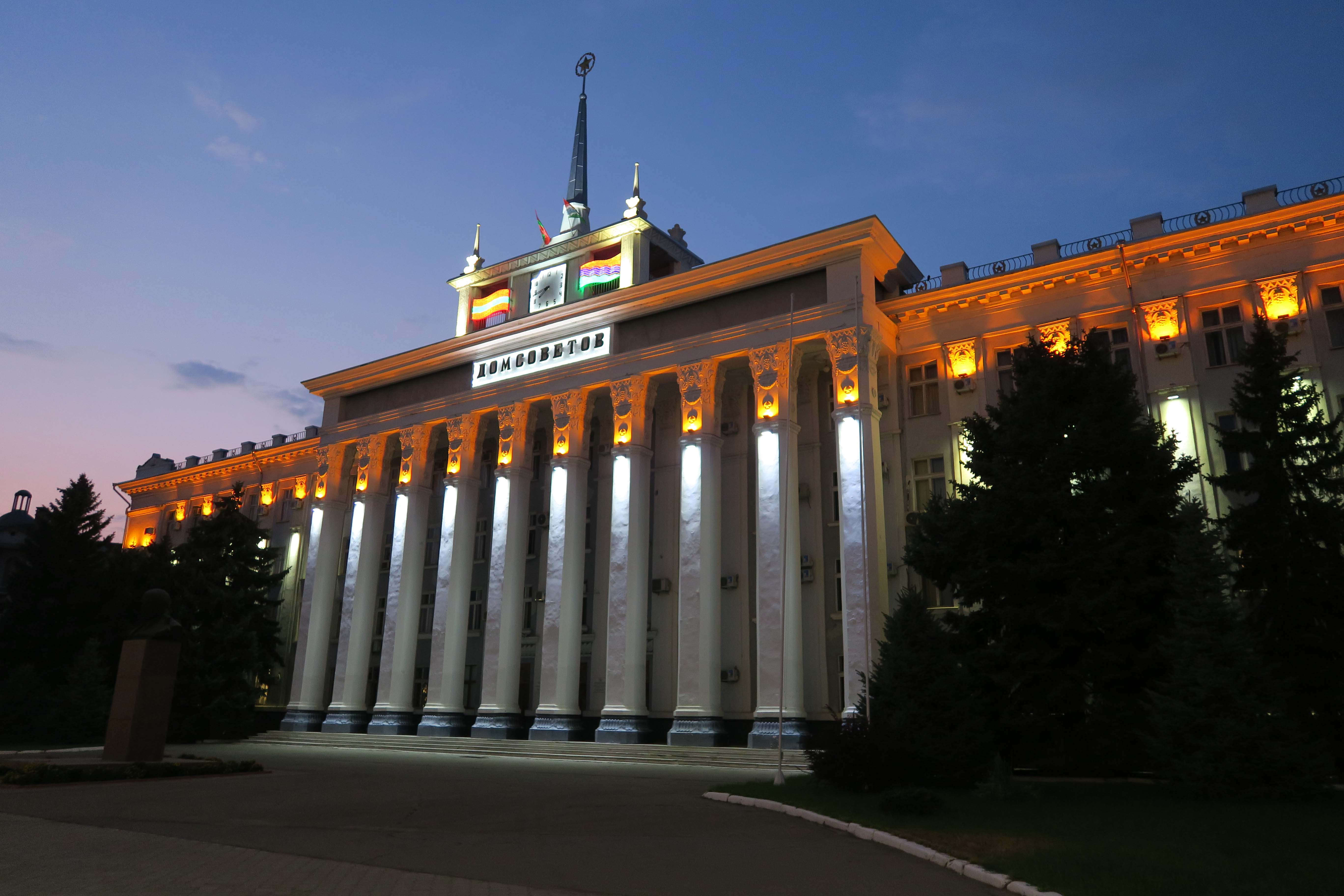
소비에트 하우스의 야경, 2016년
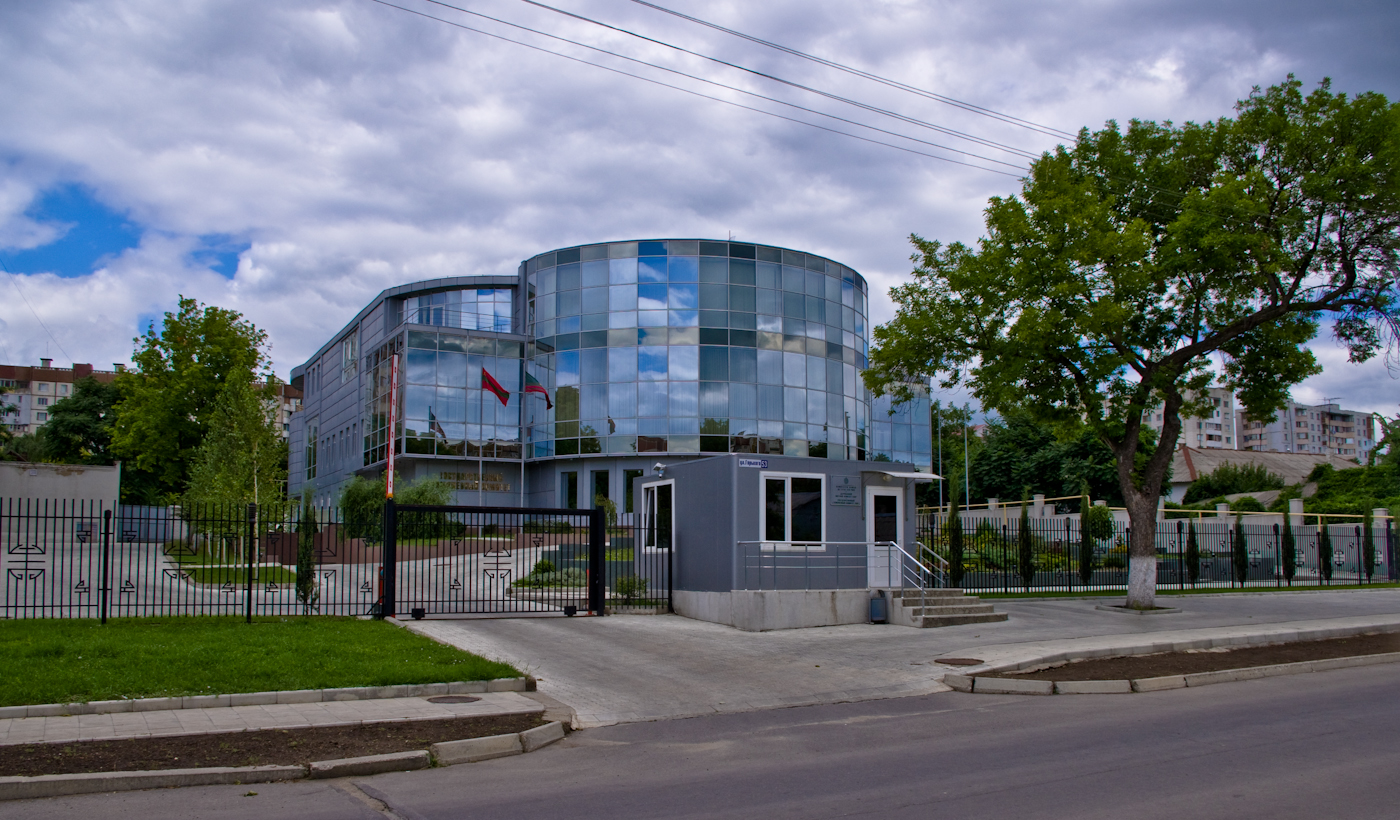
대통령 관저(2011년 이전에는 세관본부)
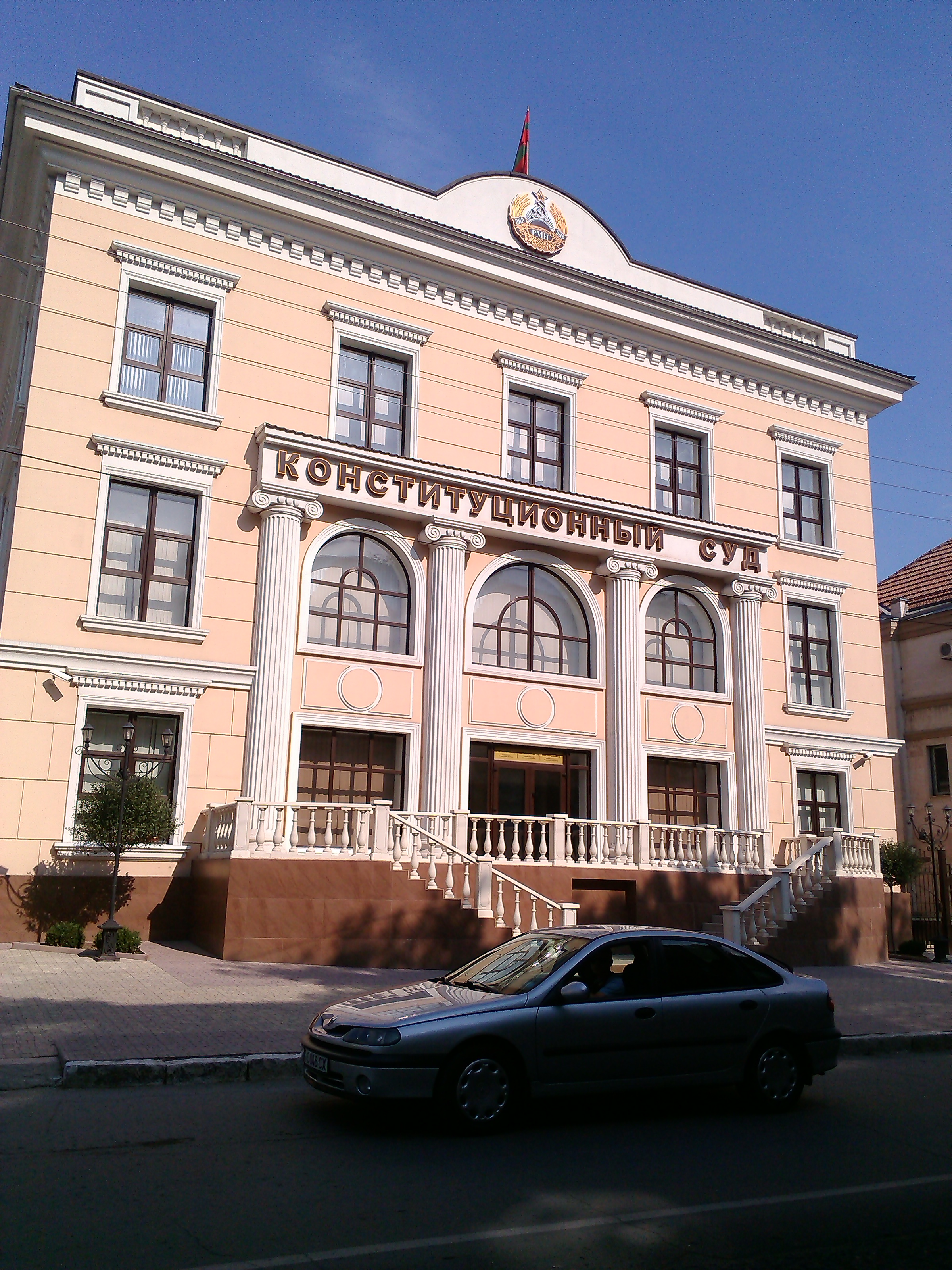
헌법재판소
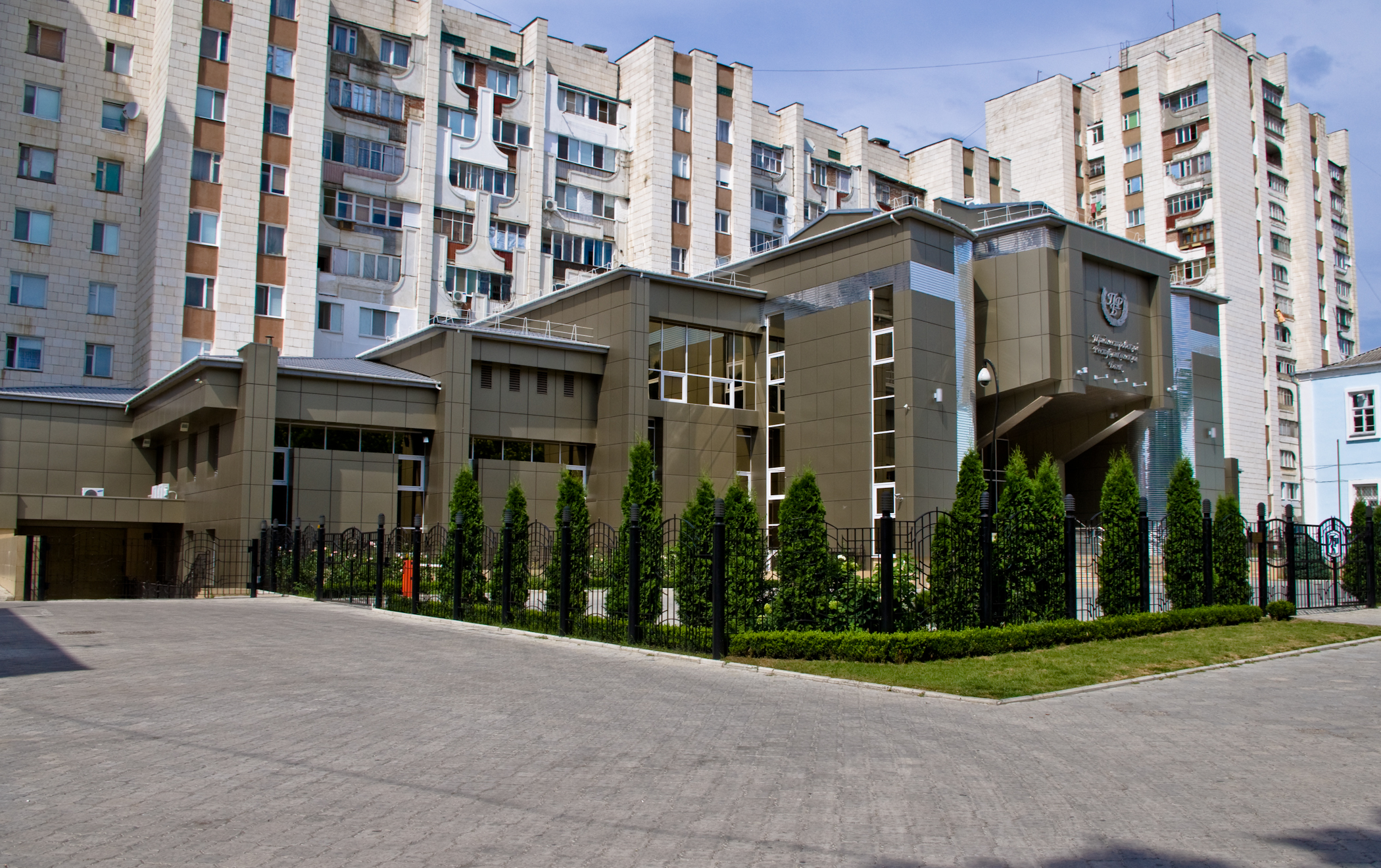
트란스니스트리아 공화국은행(중앙은행)
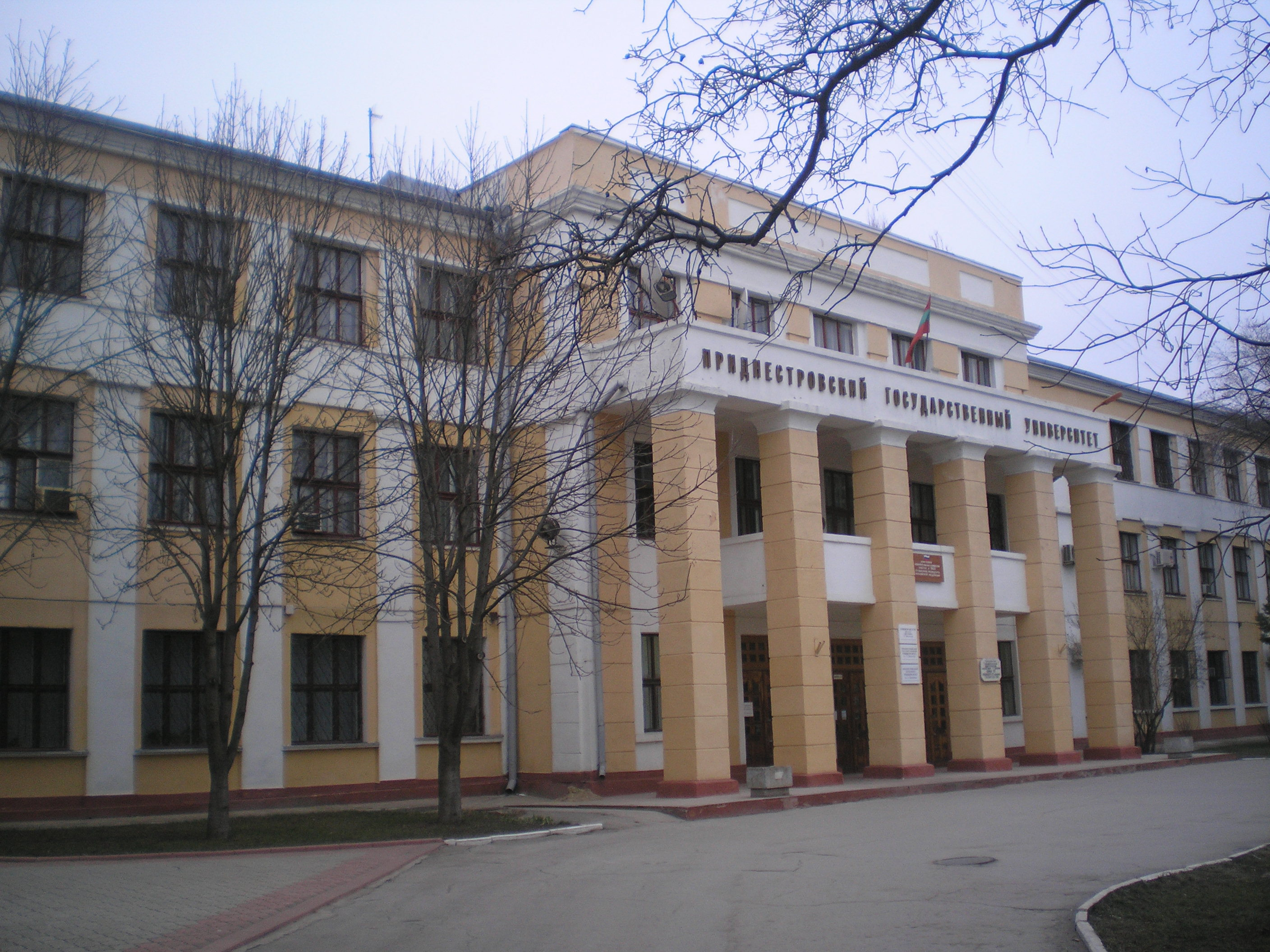
타라스 셰우첸코 트란스니스트리아 국립 대학교
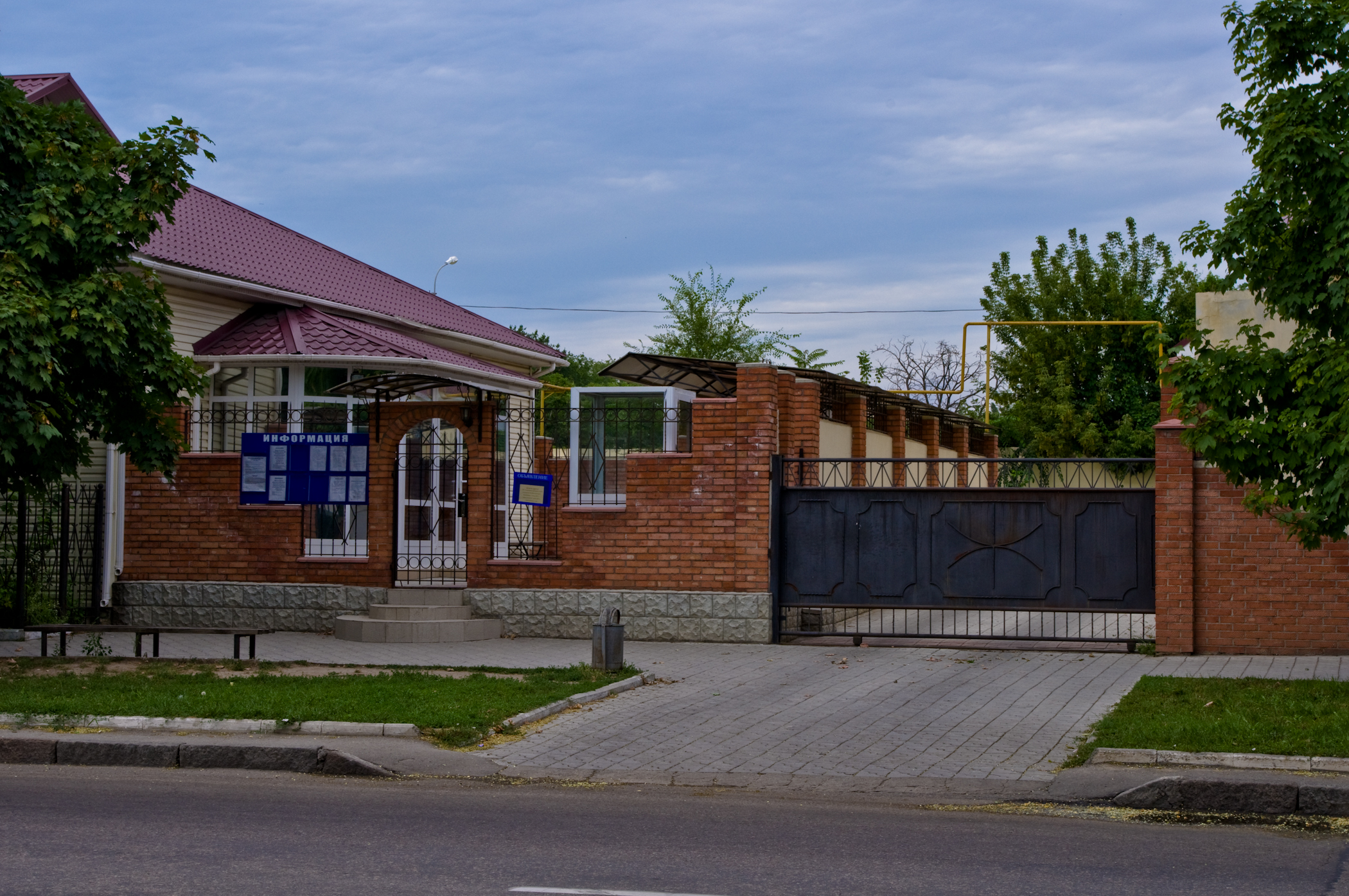
러시아 영사관
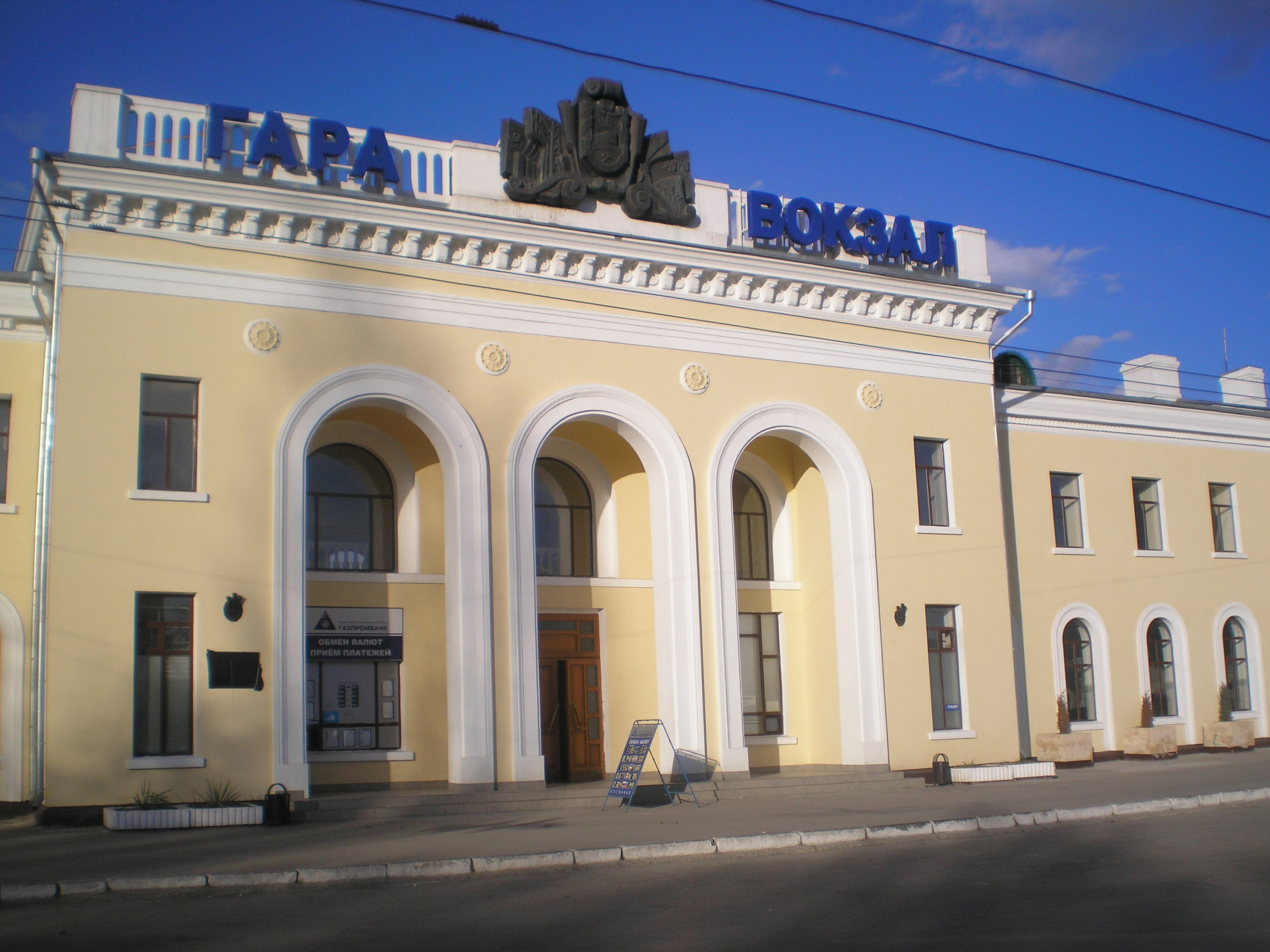
티라스폴 역
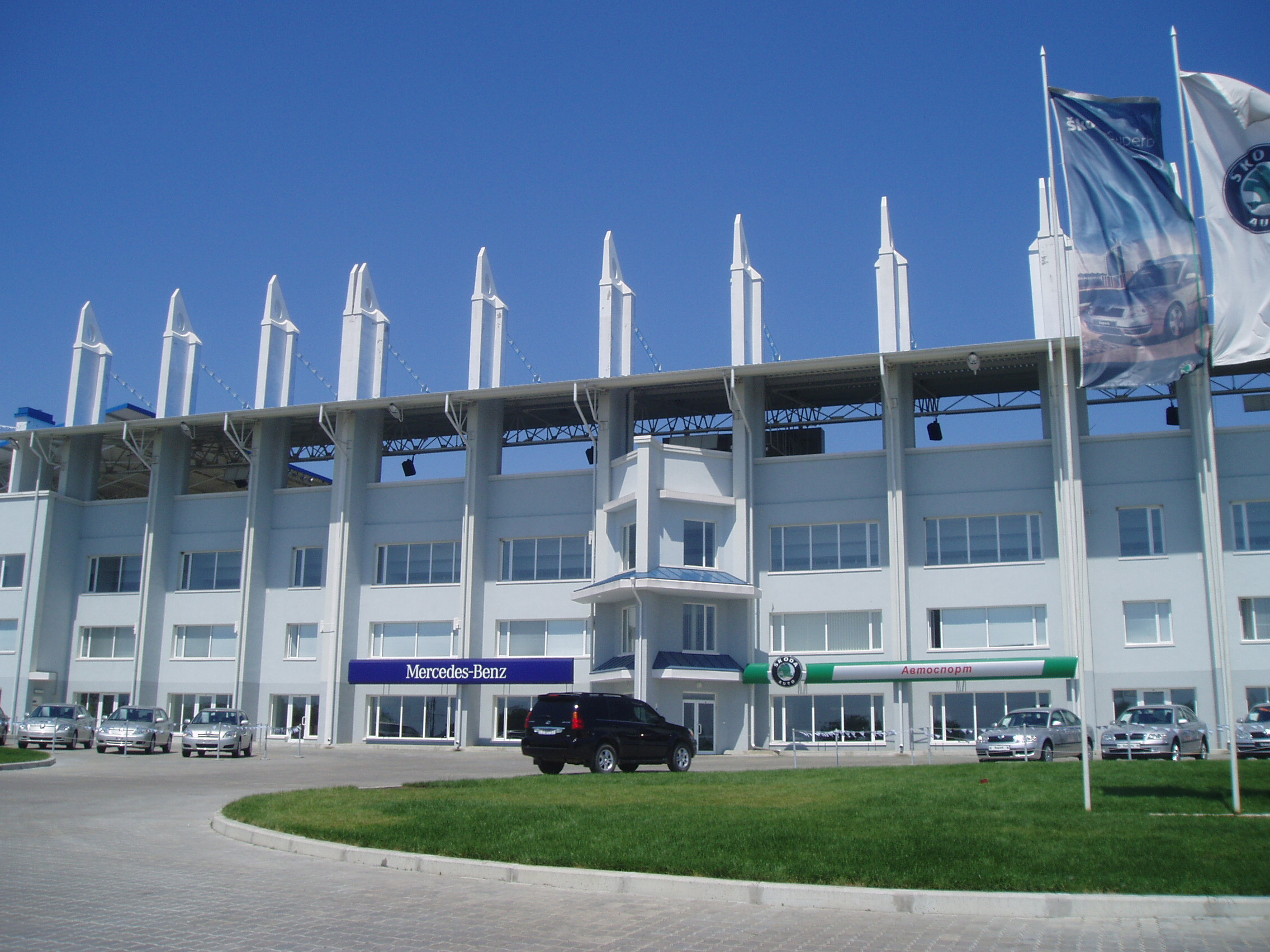
셰리프 경기장
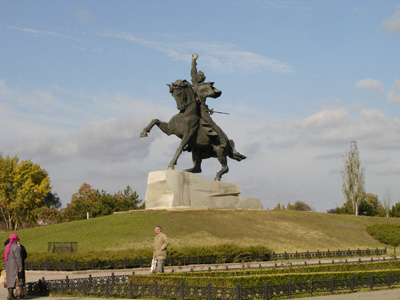
알렉산드르 수보로프 원수 동상
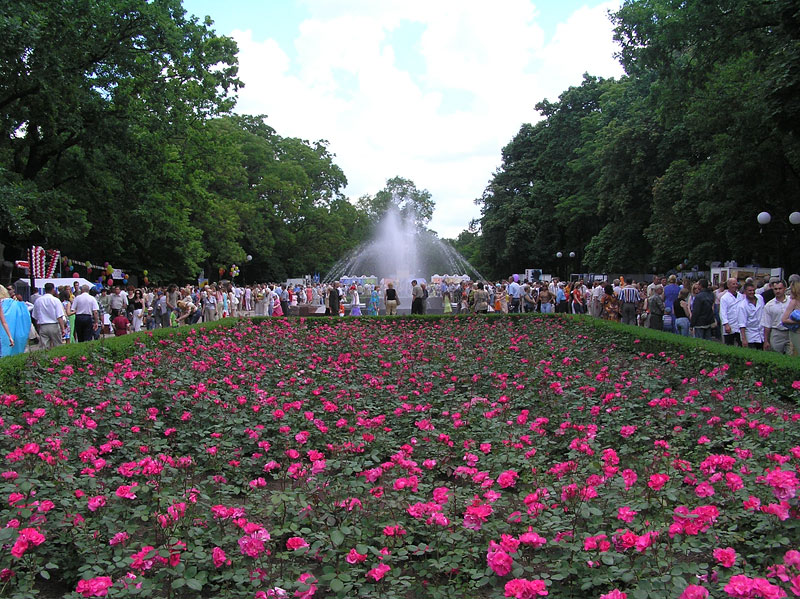
승리 공원
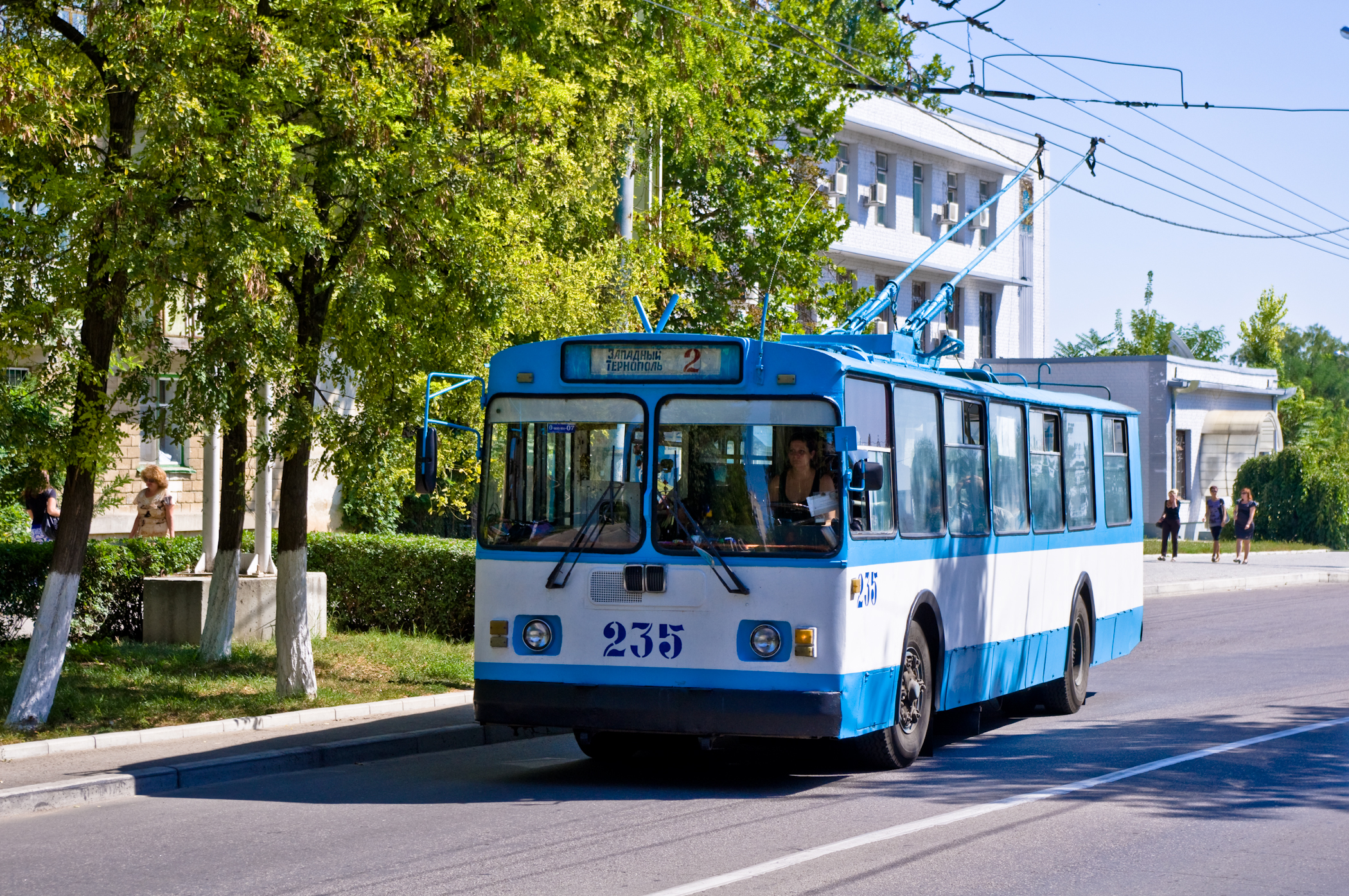
티라스폴의 트롤리버스
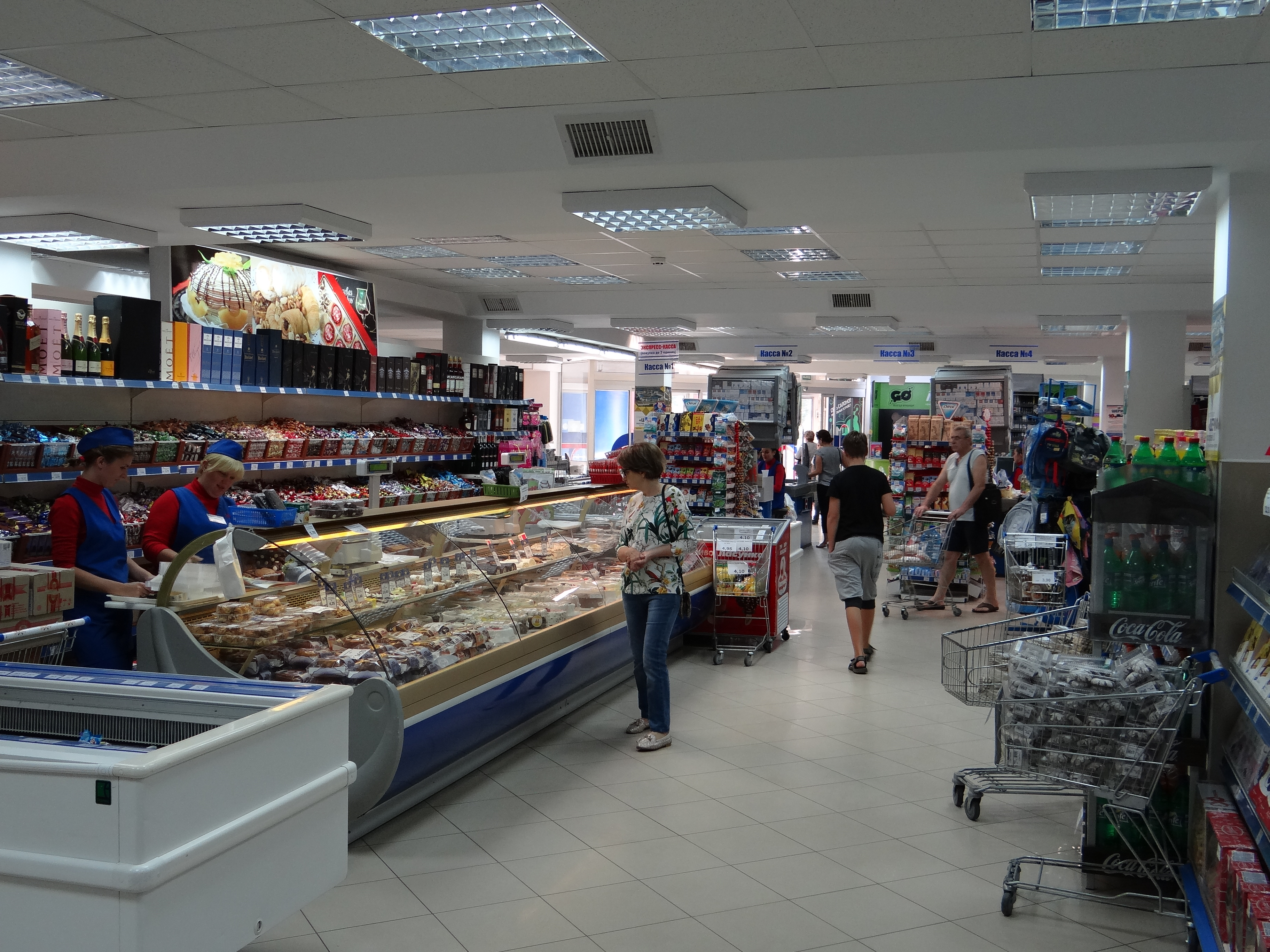
슈퍼마켓 내부

## 출신인물
- 미하일 라리오노프 (1881~1964) : 러시아 태생 프랑스의 화가이자 무대미술가.